# シャーロット・ミノー
シャーロット・ミノー（Charlotte Mineau、1886年3月24日 - 1979年10月12日）は、アメリカ合衆国の女優。
チャールズ・チャップリンの作品に多く出演していた。

## 出演作品
- チャップリンの役者
- チャップリンの寄席見物
- チャップリンのスケート
- チャップリンの伯爵
- チャップリンの放浪者
- チャップリンの替玉
- チャップリンの勇敢